# Benjamin Bratt
Benjamin Bratt (San Francisco, 1963. december 16. –) amerikai színész, producer. 

## Élete
Eldy és Peter Bratt Sr. gyermekeként született. Anyja Lima városából való, 14 éves korában költözött családjával az Egyesült Államokba. Apja német és angol felmenőkkel rendelkezik.[forrás?] Apai nagyapja, George színész volt a Broadwayen.
A Lowell High Schoolban tanult, ahol a Lowell Forensic Society tagja volt. Tanulmányait a Kaliforniai Egyetemen folytatta, ahol a Lambda Chi Alpha testvériség tagja volt. 1986-ban diplomázott.

## Magánélete
1998-ban Julia Roberts-szel kezdett randevúzni. 2001-ben bejelentették, hogy szakítanak.
2002-ben Talisa Soto-val kezdett párkapcsolatot; ugyanezen év áprilisában összeházasodtak. Első gyermekük, Sophia Rosalinda Bratt 2002. december 6-án született. Második gyerekük, Mateo Bravery Bratt 2005. október 3-án látta meg a napvilágot.

## Filmográfia

### Film
| Év   | Magyar cím                               | Eredeti cím                         | Szerep                                      | Magyar hang           |
| ---- | ---------------------------------------- | ----------------------------------- | ------------------------------------------- | --------------------- |
| 1988 |                                          | Lovers, Partners & Spies            | Esteban                                     |                       |
| 1989 | Drogháború Las Vegasban                  | Nasty Boys                          | Eduardo Cruz                                | Forgács Péter         |
| 1990 | Szelíd angyal                            | Bright Angel                        | Claude                                      | Selmeczi Roland       |
| 1991 | Egy jó zsaru                             | One Good Cop                        | Felix nyomozó                               |                       |
| 1991 | Aranyláncok                              | Chains of Gold                      | Carlos                                      | Fazekas István        |
| 1993 | A vér kötelez                            | Blood In Blood Out                  | Paco Aguilar                                | Szabó Sipos Barnabás  |
| 1993 | A pusztító                               | Demolition Man                      | Alfredo Garcia rendőrtiszt                  | Selmeczi Roland       |
| 1994 | Végveszélyben                            | Clear and Present Danger            | Ramírez kapitány                            | Csankó Zoltán         |
| 1994 | Veszélyes vizeken                        | The River Wild                      | Johnny erdőőr                               | Csankó Zoltán         |
| 1994 | Veszélyes vizeken                        | The River Wild                      | Johnny erdőőr                               | Hevér Gábor           |
| 1996 |                                          | Follow Me Home                      | Abel                                        |                       |
| 2000 | A második legjobb dolog                  | The Next Best Thing                 | Ben Cooper                                  | Forgács Péter         |
| 2000 | Az utolsó producer                       | The Last Producer                   | Damon Black                                 |                       |
| 2000 | A vörös bolygó                           | Red Planet                          | Ted Santen százados                         | Bede-Fazekas Szabolcs |
| 2000 | Beépített szépség                        | Miss Congeniality                   | Eric Matthews FBI ügynök                    | Görög László          |
| 2000 | Traffic                                  | Traffic                             | Juan Obregón                                | Bicskey Lukács        |
| 2001 |                                          | Piñero                              | Miguel Piñero                               |                       |
| 2002 | Elhagyatva                               | Abandon                             | Wade Handler nyomozó                        | Fazekas István        |
| 2004 |                                          | The Woodsman                        | Carlos                                      |                       |
| 2004 | A Macskanő                               | Catwoman                            | Tom Lone nyomozó                            | Görög László          |
| 2005 | Ujj-függő                                | Thumbsucker                         | Matt Schramm                                | Forró István          |
| 2005 | A nagy mentőakció                        | The Great Raid                      | Henry Mucci alezredes                       | Oberfrank Pál         |
| 2007 | Szerelem a kolera idején                 | Love in the Time of Cholera         | Dr. Juvenal Urbino                          | Viczián Ottó          |
| 2008 | Útfélen                                  | Trucker                             | Leonard 'Len' Bonner                        |                       |
| 2009 | Derült égből fasírt                      | Cloudy with a Chance of Meatballs   | Manny (hangja)                              | Szacsvay László       |
| 2009 |                                          | The People Speak                    | önmaga                                      |                       |
| 2009 | A lélek másik oldala                     | La Mission                          | Che Rivera                                  | Kálid Artúr           |
| 2013 | Csapda                                   | Snitch                              | Juan Carlos 'El Topo' Pintera               | László Zsolt          |
| 2013 |                                          | The Lesser Blessed                  | Jed                                         |                       |
| 2013 | Gru 2.                                   | Despicable Me 2                     | Eduardo Perez / El Macho (hangja)           | Csuja Imre            |
| 2013 | Derült égből fasírt 2. – A második fogás | Cloudy with a Chance of Meatballs 2 | Manny (hangja)                              | Szacsvay László       |
| 2015 | Az Igazság Ligája: Istenek és szörnyek   | Justice League: Gods and Monsters   | Lor-Zod / Hernan Guerra / Superman (hangja) | Sarádi Zsolt          |
| 2016 | Pofázunk és végünk Miamiban              | Ride Along 2                        | Antonio Pope                                | Csankó Zoltán         |
| 2016 | Hírhajhászok                             | Special Correspondents              | John Baker                                  |                       |
| 2016 | Beépülve: Az Escobar ügy                 | The Infiltrator                     | Roberto Alcaino                             | Jakab Csaba           |
| 2016 | Doctor Strange                           | Doctor Strange                      | Jonathan Pangborn                           | Görög László          |
| 2017 | A góré                                   | Shot Caller                         | Sanchez seriff                              | Epres Attila          |
| 2017 | Coco                                     | Coco                                | Ernesto de la Cruz (hangja)                 | Vincze Gábor Péter    |
| 2017 |                                          | Dolores                             | nem szerepel                                |                       |
| 2019 |                                          | A Score to Settle                   | 'Q'                                         |                       |
| 2020 |                                          | Best Summer Ever                    | Daphne apja                                 |                       |
| 2022 | Meghalni egy dollárért                   | Dead for a Dollar                   | Tiberio Vargas                              |                       |
| 2024 | A menyasszony anyja                      | Mother of the Bride                 | Will                                        | Forgács Péter         |